# Violí de butxaca
El violí de butxaca o violí de mestre de dansa és un instrument de corda fregada que va estar present entre els segles XVI i XIX a Europa. Es pot observar en un primer cop d'ull la seva similitud amb el violí i de fet en essència, sí que ho es, encara que també es pensa que podria haver derivat del rabec, un altre instrument similar que es toca en la mateixa posició.

## Nom i ús en l'època
El seu nom tant en francès (pochette), com en anglès (kit violin), com en castellà i en català, prové de la paraula butxaca, ja que a causa de les seves mides, sovint es podia dur dins una fàcilment. Va ser usat durant els segles del XVI al XIX principalment pels mestres de ball per il·lustrar els seus passos a les seves classes, i també es va usar alguna vegada a qualque composició important com a l'Orfeó de Monteverdi. De la mateixa manera era una mostra de poder, ja que s'han trobat exemplars construïts en materials preciosos com incrustacions de pedres precioses i molt decorats que pertanyien a la noblesa, dels que s'han trobat diversos exemplars a Anglaterra i Escòcia. Així i tot, no era gaire usat ni en la seva època dorada principalment per la pobresa del seu so i avui en dia pràcticament es troba en desús i només es pot escoltar en algunes ocasions en la música tradicional.

## Construcció
Les seves mides són diverses, però es troba entre 35 a 50 cm i l'arc, respectant també la mida de l'instrument, uns altres 30-35 cm pel que és molt pràctic a l'hora de transportar-lo. Proposa una estructura de 4 cordes separades per un espai similar a la del seu antecessor, el violí.
Existeixen, a causa de la seva presencia durant la història, violins de butxaca tant barrocs com clàssics i amb diferents tipus de fusta. Aquests instruments són construïts en altres materials com per exemple fustes exòtiques, marfil o també de sorprenents com la closca de tortuga marina en contraposició al violí, que es construeix a base de fustes com banús, auró i picea. De la mateixa manera, tampoc es té un model establert de violins de butxaca com hi pot haver d'altres instruments com el violí, la viola o el violoncel, així que els lutiers tenien molta llibertat d'esplaiar la seva creativitat i que podem observar en alguns sorprenents exemplars.

## So i col·locació
A causa del seu reduït volum, el seu so és bastant peculiar i se li troben a faltar bastant més de volum sonor, un so més obert i clar, per la qual cosa, en part, és comprensible que quedàs finalment en desús.
La seva posició és la que fa sospitar de la seva evolució des del rabec, ja que és molt similar. El violí de butxaca es col·loca just davall de la pitrera la part inferior i la part superior subjectada amb la mà esquerra, amb la que es tocaran les diferents notes situant els dits sobre les cordes. Amb la mà dreta, se subjectarà l'arc de forma similar al violí.
Tot i les seves limitacions en el so d'aquest instrument, la gent que l'observa considera que té un encant especial, i per això en gran manera ha sobreviscut fins als nostres dies.